# Suzy Bogguss
Susan Kay "Suzy" Bogguss (30 de diciembre de 1956) es una cantante estadounidense de música country de las últimas décadas del siglo XX. Ha logrado tener seis sencillos en la lista de los diez más populares, tener un álbum clasificado platino y tres de oro, y ganar varios premios, incluidos el de Mejor Nueva Vocalista Femenina de la Academy of Country Music y Mejor Nuevo Artista de la Country Music Association. 
Después de tomar un descanso a mediados de los 90 para empezar una familia con su marido, Doug Crider, Bogguss volvió al mundo de la música country y descubrió que ya la había dejado atrás. Aunque su último éxito fue en 1999, Boguss sigue grabando y dando conciertos por todo EE. UU.

## Infancia y primeros éxitos
Bogguss nació en Aledo (Illinois). Su carrera musical empezó con cinco años, al cantar en el Coro Ángel de la iglesia presbiteriana College Avenue. Sus padres le animaron, y tomó lecciones de piano y de batería, y empezó a tocar la guitarra como adolescente; además, era la estrella de varias musicales en su instituto. Después de graduarse en 1975, se matriculó en Illinois Wesleyan University, pero se trasladó más tarde a la Illinois State University, donde se graduó en 1979 con un título en metalurgia.